# Казе Кастелан-Вја Сан Пјетро (Тревизо)
Казе Кастелан-Вја Сан Пјетро је насеље у Италији у округу Тревизо, региону Венето.
Према процени из 2011. у насељу је живело 27 становника. Насеље се налази на надморској висини од 49 м.